# Красный Кавказ (крейсер)
«Красный Кавказ» (бывший «Адмирал Лазарев») — лёгкий крейсер Черноморского флота ВМФ СССР, модифицированный вариант лёгкого крейсера типа «Светлана».
Принимал участие в боевых действиях в составе Черноморского Флота в годы Великой Отечественной войны, стал первым гвардейским кораблём Черноморского флота.

## История создания
Строительство было санкционировано в июне 1912 года по «Программе усиленного судостроения на 1912—1916 гг.»
В Техническом бюро РСО под руководством подполковника М. И. Сасиновского был разработан эскизный проект, а затем и вычерчены теоретический и общего устройства чертежи легкого крейсера для Чёрного моря. Они были высланы фирме «Дж. Браун» (в Клайдбанке) для изготовления модели и испытания её в бассейне, что и было выполнено в мае 1913 года.
Крейсер был заложен на заводе «Руссуд» («Русское судостроительное общество» в городе Николаев 19 октября 1913 года. Кодовое имя — проект «Балашка». Наблюдающий за постройкой — корабельный инженер Н. И. Михайлов. К июню 1916 года корабль довели до 48 % готовности (от сдаточной). 28 мая при попытке спуска на воду корабль вошел в воду только частью кормовой оконечности. Только через полторы недели, когда поднялась вода в реке, двумя паровозами, шестью домкратами, плавучим краном и мерами по смещению центра тяжести удалось столкнуть будущий крейсер в воду. В январе 1918 года работы по достройке крейсера были прекращены при готовности 55 %.
Постройка корабля была прервана немецкими и украинскими властями, передавшими завод немецкой фирме Blohm + Voss, которая уволила рабочих завода и начала вывоз оборудования в Германию. Центральный комитет по строительству лёгких крейсеров в Петрограде, оставшись без заводов, был вынужден разослать своим контрагентам письма такого содержания:

Настоящим уведомляем, что вследствие занятия украино-германцами (имеется в виду Центральная Рада) города Николаева мы теперь лишены возможности принять изготовленное Вами оборудование для лёгких крейсеров типа «Адмирал Нахимов» и просим не отказать хранить их на ваших складах вплоть до нашего распоряжения.

Совет Труда и Обороны СССР в 1924 году принял решение о возобновлении строительства крейсера. Но решение тогда осталось на бумаге.
16 марта 1926 года Реввоенсовет принял разработанный в научно-техническом комитете проект достройки крейсера, для вооружения которого решено было взять с ушедших на слом балтийских кораблей восемь 203-мм орудий.
14 декабря 1926 года строившийся как «Адмирал Лазарев» (крейсер типа «Адмирал Нахимов», тот же «Светлана», только для Чёрного моря) корпус был переименован в «Красный Кавказ». Только в начале 1927 года недостроенный корпус поставили для очистки от ржавчины в док, который он покинул в апреле. Работы в минимальном объёме удалось начать только в сентябре, и только в мае 1929 года, после утверждения проекта достройки, они развернулись в полном объёме. План вооружения корабля новыми 180-мм дальнобойными орудиями руководство ВМС включило в «Программу строительства Морских сил РККА на 1926/27 — 1931 год», со сроком начала государственных сдаточных испытаний — 1 мая 1931 года (к празднику).
Строитель — Николаевский судостроительный завод (завод им. А. Марти — одноимённый с Ленинградской судостроительной верфью). Завод «Большевик» — изготовление 180-мм орудий. Ленинградский металлический завод — изготовление и монтаж башенных установок. Ижорский завод — броня башенных установок. Заведующий достройкой (главный строитель) — инженер Л. И. Попандопуло.
1 июня 1930 года крейсер вновь попал для проведения достроечных работ в док и 9 сентября покинул его (условная дата вторичного спуска на воду). Из-за очевидной невозможности достройки к назначенному сроку его переносили — раз, потом другой, затем ещё.
В 1931 году за успехи на военных манёврах корабль был награждён Орденом Трудового Красного Знамени ЗСФСР.
25 января 1932 года на корабле был поднят военно-морской флаг, символизирующий его вступление в состав Морских сил РККА.
«Красный Кавказ» — последний из строившихся в царской России кораблей, достроенных уже при Советской власти.

## Конструкция

### Характеристики корабля
Стандартное водоизмещение 7560 т, нормальное — 8200 т, полное — 9030 т.
Размеры: наибольшая длина 169,5 м; наибольшая ширина 15,71 м; осадка: при нормальном водоизмещении на миделе (в середине) 5,93 м; при полном водоизмещении — 6,17 м носом, 6,59 м кормой.
Скорость при наибольшей суммарной мощности — 29,5(26) узлов. Дальность плавания: при скорости 29(26) узлов — 700 миль; при скорости 14 узлов — 1500(1490) миль.
Высота над ватерлинией: верхней палубы — 2,6 м, палубы бака от форштевня до 20-го шпангоута — 5,65 м; палубы бака от 20-го шпангоута до кормовой переборки за 72-м шпангоутом — 4,75 м; палубы юта — 2,5 м; ходового мостика — 12 м; командно-дальномерного поста — 31 м; клотика — 37 м.

### Бронирование
Главный бортовой пояс из 75-мм крупповской цементированной стали: пояс от 0 до 133 шпангоута, шпация (расстояние между шпангоутами) 1200 мм. Бронеплиты длиной 6 метров, верхняя кромка пояса на уровне нижней палубы, нижняя кромка — на уровне платформ (межпалубных настилов) бортового коридора. Пояс высотой 2,1 м над водой при нормальном водоизмещении возвышался на 0,85 м.
Верхний броневой пояс бортов из крупповской цементированной стали толщиной 25-мм, как и нижний, от 0-го до 133-го шпангоута. Верхняя линия пояса на уровне верхней палубы, нижняя — на уровне важней палубы. Высота бортового пояса — 2,305 м.
Нижняя палуба от 0-го до 133-го шпангоута и от борта до борта из 20-мм брони, верхняя палуба от 45-го до 86-го шпангоута от борта до борта, за исключением трёх поясов у диаметральной плоскости (1/4 длины корабля в средине) — из 25-мм брони повышенного сопротивления. У диаметральной плоскости 20-мм броневая палуба из обычной стали (от 45-го до 86-го шпангоута, ширина бронирования — три пояса у диаметральной плоскости).
Траверс на 133-го шпангоуте от нижней до верхней палубы и замыкал верхний бортовой пояс из 25-мм крупповской нецементированной стали. 75-мм крупповская цементированная сталь от платформы до нижней палубы замыкала главный бортовой пояс. Броневые колосники в дымоходах и вентиляционных шахтах на уровне верхней палубы из 20-мм обычной стали, кожухи дымовых труб из 20-мм крупповской нецементированной стали от нижней до верхней палубы, элеваторы из 20-мм крупповской нецементированной стали выше верхней палубы.
Стены одноярусной боевой рубки из 125-мм крупповской цементированной стали, крыша — из 75-мм крупповской нецементированной стали, платформа рубки — 50-мм крупповской нецементированной стали, основание рубки от верхней палубы до платформы рубки — из 25-мм крупповской нецементированной стали, труба защиты приводов и проводов от верхней палубы до платформы рубки — из 75-мм кованной, термически обработанной стали. Башни и их барбеты — 25-мм.

### Главная энергетическая установка
10 котлов Ярроу (барабанный котёл шатрового типа с изогнутыми трубками). В первоначальном проекте котлы имели смешанное нефтеугольное питание, но выполнены только под нефтяное. 4 турбины Парсонса (турбина реактивного принципа, требовали установки экономических турбин для крейсерского хода).
Запас топлива (мазута) — 930 тонн нормальный, 1000 тонн полный, 1050 тонн наибольший возможный.
При водоизмещении 7930 тонн кратковременно развил на испытаниях форсированную мощность — 64 000 л. с. достиг скорости 30,7 уз.

### Вооружение

#### Главный калибр
Главный калибр артиллерии крейсера — четыре одноорудийных башенных артиллерийских установки МК-1-180 с 180-мм орудием Б-1-К.　

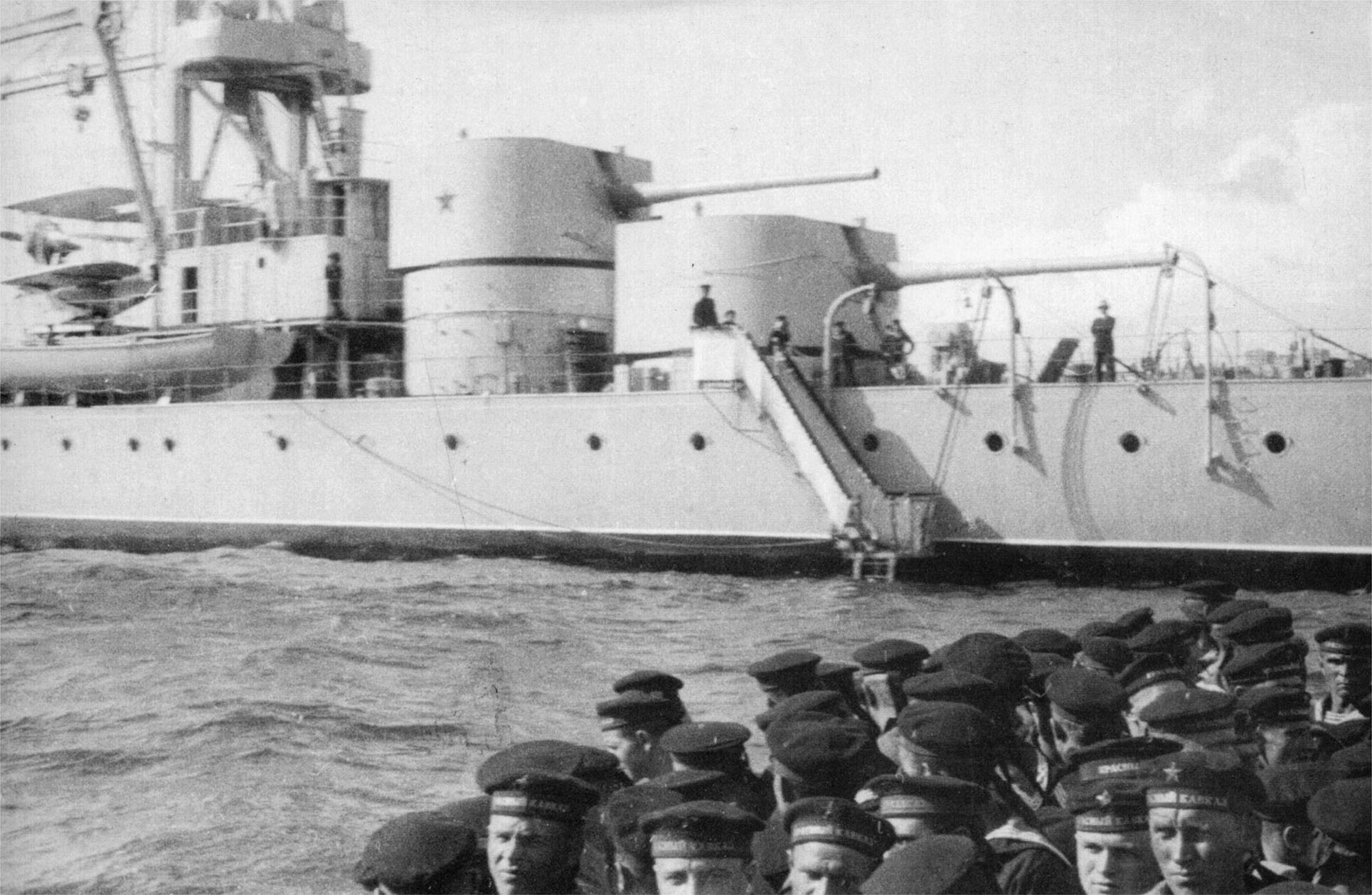
Кормовые орудия Б-1-К

Установка МК-1-180 с размерами: диаметр шарового погона вращения башни — 5,24 м, от оси цапф орудия до центра боевого штыря — 2,04 м, высота оси пушки над центрами шаров — 2,14 м, в шаровом погоне 96 шаров диаметром 101,6 мм, длина башни — 6,2 м, ширина башни — 5,55 м, от дульного среза пушки до оси вращения башни — 9,48 м, длина отката ствола орудия — 900 мм.
Положение осей вращения башен по длине крейсера: первая башня на 24-м шпангоуте; вторая башня на 30-м шпангоуте; третья башня на 100 мм в корму от 106-го шпангоута; четвёртая башня на 100 мм в нос от 112-го шпангоута. Между осями вращения башен: первой от второй 7,2 м; третьей от четвёртой 7 м. Возвышение осей орудий над ватерлинией при нормальном водоизмещении крейсера: первая башня — 7,26 м; вторая башня — 9,23 м; третья башня — 8,53 м; четвёртая башня 6,27 — м. Полная высота второй башенной установки (наиболее высокая из четырех установок) с учетом неподвижных конструкций в корпусе — 15,73 м.
Углы вертикального наведения пушек −5° — +60°, горизонтального наведения первой и второй (носовых) башен от 0° до 150° на борт (сектор 300°), третьей и четвёртой (кормовых) башен от 30° до 180° на борт (сектор 300°). Электроприводы вращения башни, вертикального наведения и механизмов заряжания с восемью электродвигателями суммарной мощностью 49 л. с. Скорость вертикального и горизонтального наведения с электроприводами — 8° в секунду, скорость наведения вручную (1 человек) 1,2° в минуту по горизонтали и 1,25° в минуту по вертикали.
Башни имели броню из качающегося щита, лобовых и боковых стен и крыши башни, за исключением района задней вертикальной стенки, толщиной 20 мм, задняя вертикальная стенка — 25 мм. Крыша башни в районе задней вертикальной стенки — 38 мм, верхнее вертикальное кольцо барбета выше верхней палубы — 38 мм.
Установка МК-1-180 с весом откатной части 20 т, качающейся части — 26,5 т, брони вращающейся части установки (башенная броня) — 40 т, башня с броней и орудием 125 т, фундамент — 34,5 т, барбет — 28 т. Вес всей установки — 195 т.
Боеприпасы были раздельные: снаряд и два полузаряда пороха — один в гильзе, другой — в шелковом картузе. Снаряды были образца 1928 года весом 97,5 кг. Бронебойный снаряд длиной 863 мм, вес взрывчатого вещества — 2 кг; полубронебойный — 965 мм и 7 кг; фугасный — 967 мм и 7,3 кг.
Погреба были под каждой башней: в трюме для снарядов и на платформе под башней для полузарядов. Вместимость снарядного погреба первой башни 216 снарядов; второй башни — 224; третей башни — 187; четвёртой башни — 185. Всего на крейсере было 812 180-мм снарядов, из них в расчете нормальной нагрузки 720 снарядов (остальные 92 в перегруз). В расчёт нормальной нагрузки входило по 20 шрапнельных снарядов, размещенных во вращающихся частях башен (всего 80). Общий боекомплект крейсера: при нормальном водоизмещении — 800 выстрелов; при полном водоизмещении — 892 выстрела.
Хотя разработчики планировали обеспечить живучесть ствола 200 выстрелов, реально она была 55 выстрелов боевым зарядом и всего лишь 30 выстрелов усиленно-боевым. Фактически это означало, что баллистика орудий существенно менялась даже в процессе одной стрельбы. С учётом скреплённой конструкции стволов это вынуждало проводить регулярную, технически сложную и дорогостоящую замену стволов.
Теоретически орудия главного калибра были рассчитаны для стрельбы на 222 кабельтова.
В башнях не было своих дальномеров и автоматических приборов обеспечения стрельбы.
Только гораздо позднее в процессе эксплуатации ПУС будет заменена на «Молния». Отсутствовала также система продувки стволов после выстрела.

#### Зенитное
Зенитное вооружение крейсера к моменту его вступления должно было состоять из четырёх 76-мм орудий Лендера, но в последний момент заменили на универсальные Б-2. В середине 30-х годов их заменили на четыре спаренных зенитных установки системы Минизини, закупленные в Италии для крейсера «Киров», которые дополнили четырьмя 45-мм полуавтоматами.

#### Минное
Торпедные аппараты образца 1913 года системы Гончарова, приводы наведения — электромеханический (запасной ручной). Система управления торпедной стрельбой (ПТУС) — ГАК-2 (1926 года) Всего 24 торпеды.

## Служба

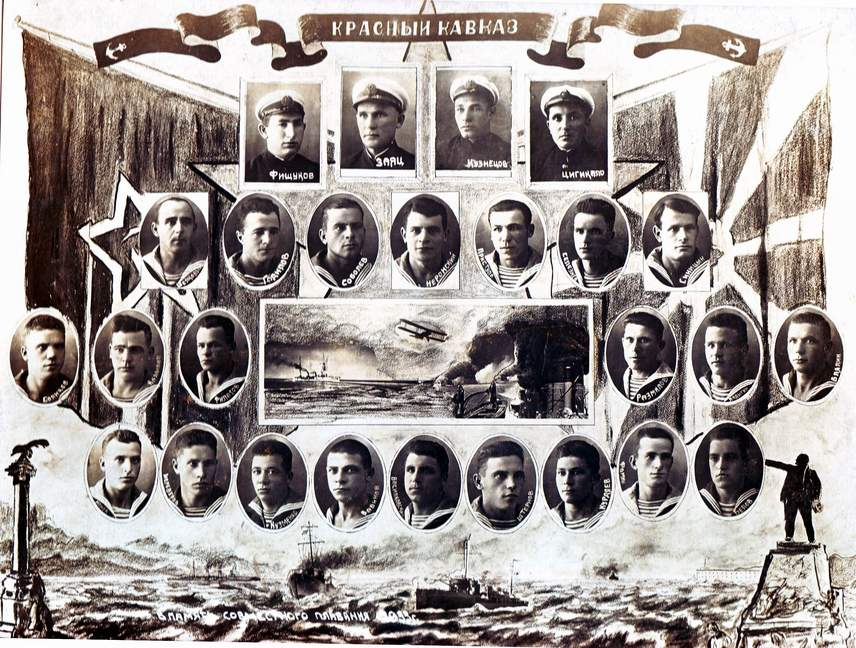
Экипаж крейсера «Красный Кавказ» (1933). В центре сверху — командир Н. Ф. Заяц и старший помощник Н. Г. Кузнецов

5 мая 1932 года дивизию крейсеров Чёрного моря реорганизовали в бригаду крейсеров, которую возглавил «Красный Кавказ».
В ночь с 9 на 10 мая 1932 года в Феодосийском заливе, во время проведения манёвров из-за неграмотного управления кораблём и неоднократного выхода из строя рулевого привода произошло столкновение «Красного Кавказа» с крейсером «Профинтерн». Командира «Красного Кавказа» после этого сместили. Новым командиром стал Н. Ф. Заяц (а на короткий срок старшим помощником — Н. Г. Кузнецов). Крейсеру пришлось вернуться на только что покинутую верфь в Николаев и ремонтироваться почти месяц (форшевень корабля был сильно помят от удара).
В 1933 году совершил единственный заграничный поход (визит вежливости) командир бригады Ю. Ф. Ралль. «Красный Кавказ» вышел в поход 17 октября совместно с эсминцами «Петровский» (будущий «Железняков») и «Шаумян» из Севастополя. На следующий день вошёл в Стамбул (Турция), затем посетил Пирей (Греция) и Неаполь (Италия). 7 ноября, пройдя 2 650 миль, вернулся в базу.
В 1939—1940 году во время проведения капитального ремонта катапульту демонтировали.
20 декабря 1940 года в пояснительной записке к оперативно-тактическому заданию, начальник оперативного управления контр-адмирал В. А. Алафузов укажет: «В настоящее время „Красный Кавказ“, вследствие неудовлетворительного состояния артиллерии не боеспособен … и не может быть использован как учебный корабль.»

### В годы войны
22 июня «Красный Кавказ» находился в Севастополе, с 23 июня принимал участие в минных постановках — выставил 110, а 24 июня — 90 мин. 5 июля ушёл в Новороссийск. 6 сентября вышел из Новороссийска в Севастополь, куда прибыл на следующий день. Ночью 11 сентября вышел к Одессе. 12 сентября обстреливал немецкие войска — выпущено 27 снарядов ГК, на следующий день — 58 снарядов, ночью 13 сентября возвратился в Севастополь.
В ночь 22 сентября в составе отряда кораблей под командованием контр-адмирала С. Г. Горшкова (крейсер «Красный Крым», эсминцы «Бойкий», «Безупречный»), крейсер принимал участие в высадке десанта морской пехоты (3-й Черноморский полк) в районе Григорьевки. «Красный Кавказ» доставил 696 десантников, выстрелив восемь снарядов, и вернулся в Севастополь. 4 октября он пришел в Одессу и эвакуировал из неё в Севастополь около 1000 человек; 16 октября повторил этот поход, выпустив при этом по немецким позициям 27 снарядов и эвакуировав 1180 человек.　23 ноября совершил переход в Туапсе.
В период с 26 октября по 9 декабря 1941 года «Красный Кавказ» пять раз совершал походы в Севастополь, перевезя и эвакуировав 5 277 человек, 58 машин, 70 орудий, около 17 вагонов боеприпасов и 10 вагонов продовольствия, выпустив при этом по немецким позициям 135 снарядов главного калибра.
21 декабря в составе отряда кораблей под командованием вице-адмирала Ф. С. Октябрьского («Красный Крым», лидер «Харьков», эсминцы «Незаможник», «Бодрый»), «Красный Кавказ» доставил в Севастополь 1500 человек (части 79-й отдельной морской стрелковой бригады), 8 минометов, 15 автомобилей. Приняв на борт около 500 раненых, ушёл к Балаклаве, оттуда произвел артобстрел немецких позиций, выпустив 39 снарядов, после чего вернулся в Туапсе.

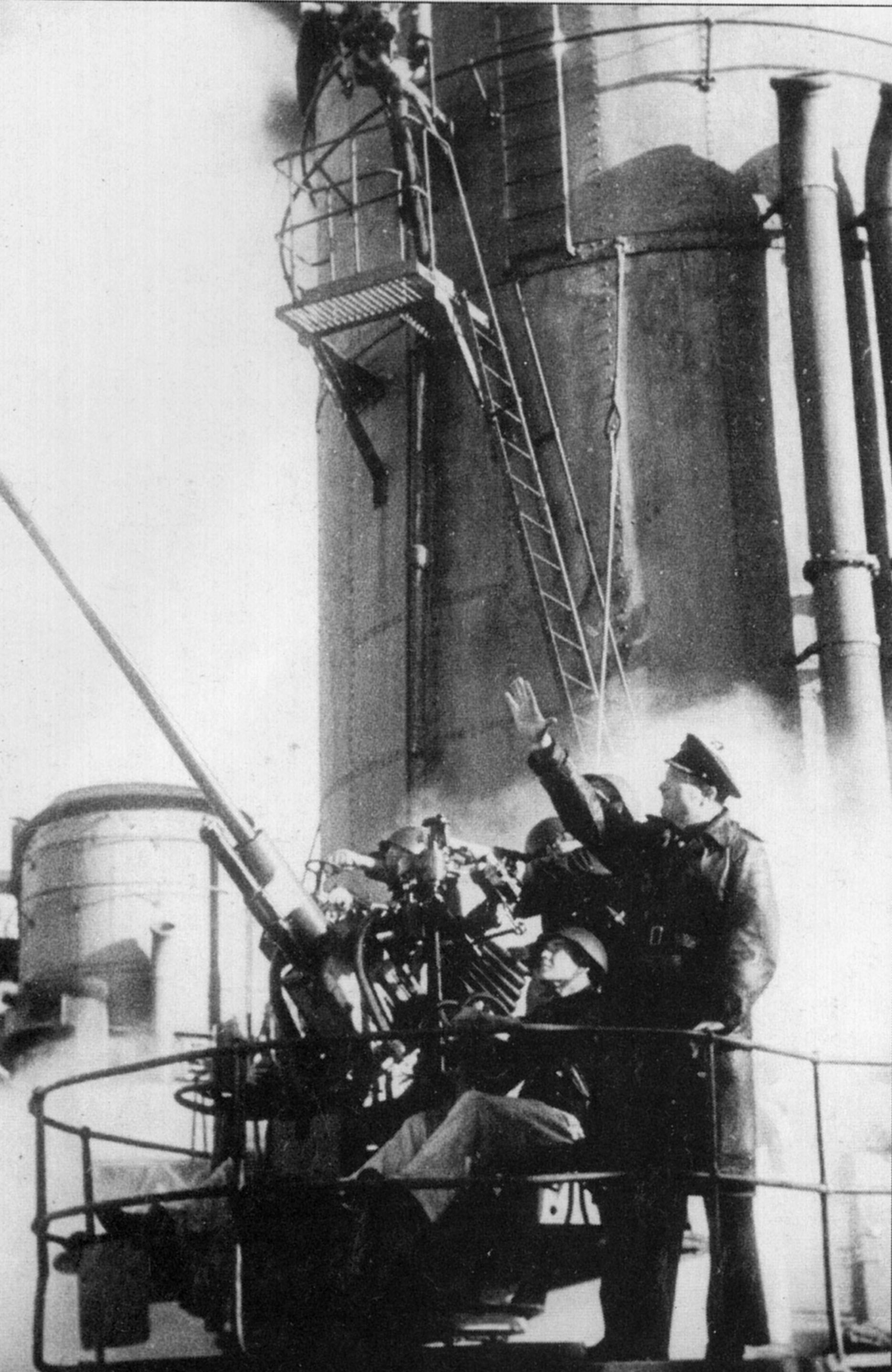
Зенитное орудие 70-к крейсера «Красный Кавказ» ведёт огонь

#### Высадка Феодосийского десанта
29 декабря 1941, принимая участие в высадке Феодосийского десанта, «Красный Кавказ» в 3 часа 48 минут открыл огонь по городу и порту Феодосия. Артиллерийский налет продолжался 13 минут, за которые «Красный Кавказ» успел выпустить 26 снарядов главного калибра. В 5 часов крейсер начинает маневрировать для ошвартовки к причалу № 3 Широкого мола (для высадки десанта). Манёвр удался только с 3-й попытки в 7 часов 15 минут. В течение этих двух часов корабль находился в гавани под обстрелом немецкой полевой артиллерии:
- 5:08 — в крейсер попало две миномётных мины;
- 5:15 — первый снаряд;
- 5:21 — 150-мм снаряд пробил лобовую броню 2-й башни ГК и взорвался внутри. Несмотря на частичную гибель расчёта, повреждённое взрывом оборудование и сильный пожар (в том числе горели заряды к снарядам), благодаря самоотверженным и грамотным действиям экипажа через 1,5 часа башня возобновила огонь по противнику[12];
- 5:35 — почти одновременно на мостике разорвались две мины и снаряд. Большая часть людей, находившихся там, погибла, многие получили ранения;
- 5:45 — снаряд разорвался в корпусе в районе 83-го шпангоута.
- 7:07 — попадание в левый борт в районе 50 шпангоута;
- 7:17 — снаряд попал рядом, но не пробивает брони;
- 7:30 — попадание в районе 60-го шпангоута;
- 7:31 — попадание в рубку, броня не пробита;
- 7:35 — попадание в районе 42 шпангоута;
- 7:39 — в течение одной минуты в баковую надстройку в районе 43−46 шпангоутов попали три снаряда подряд;
- 8:08 — закончив высадку десанта — 1 586 человек (техника десанта — 6 орудий, 2 миномёта, 15 автомашин — выгружена не была), обрубив швартовы, крейсер начал манёвр по выходу на рейд, затратив для этого 7 минут. В 9:25 подвергся налёту немецкой авиации, которая продолжалась с перерывами до 18 часов. При этом на крейсер было проведено 14 атак, но добиться прямых попаданий в корабль немецким лётчикам не удалось;
- С 8:15 утра 30 декабря крейсер находился на рейде Феодосии, продолжая вести огонь по заявкам десанта. Одновременно с него на высадочные средства выгрузили оставшиеся на борту 3 пушки десанта, 16 автомашин, все боеприпасы. В этот день его безуспешно атаковали 2 немецких торпедоносца.
- 01:30 1 января крейсер лёг курсом на Новороссийск. Всего крейсер получил 12 попаданий снарядов и 5 попаданий мин, на нём возникло 8 очагов пожара, 7 пробоин в корпусе, имелись повреждения внутренних механизмов. В экипаже 27 моряков были убиты (включая умерших от ран) и 66 получили ранения[13].

Всё это время крейсер вёл непрерывный артиллерийский огонь, прикрывая высадку десанта и поддерживая его действия. Артиллеристами крейсера израсходовано 70 снарядов главного калибра, свыше 600 100-миллиметровых, около 1000 37-миллиметровых.

#### Второй поход в Феодосию
3 января 1942 года крейсер получил приказ доставить в Феодосию 224-й отдельный зенитный дивизион ПВО (12 зенитных орудий, 3 зенитных пулемёта, 2 полевые кухни, 10 грузовых и 1 легковая автомашины, 2 тягача, 1700 ящиков боеприпасов, 1200 человек личного состава), а также штаб 44-й армии во главе с начальником штаба С. Е. Рождественским. Из-за плохо организованной погрузки в Новороссийске корабль ушёл в море с большим опозданием и не успел разгрузиться в Феодосии в тёмное время суток; кроме того, он был отправлен в поход в одиночку, без всякого прикрытия. Утром 4 января крейсер вошёл в Феодосийский порт и после 7:00 начал выгрузку. Во время разгрузки в 9:23 подвергся атаке 6 пикирующих бомбардировщиков Ju-87 из состава StG77, нёсших 500-кг бомбы. В результате атаки крейсер получил тяжёлые повреждения, принял около 1700 тонн воды, частично лишился хода, возник крен, многие механизмы вышли из строя:

Несмотря на интенсивный зенитный огонь, четыре бомбы взорвались у борта крейсера. В кормовой части корабля образовались три громадные пробоины. Не успел крейсер выйти на рейд, как снова был атакован большой группой «юнкерсов» и вновь вступил в неравную схватку с врагом. На этот раз бомба взорвалась совсем рядом. Корму крейсера выбросило из воды, оторвало правый винт и кронштейн левого гребного вала, погнуло и заклинило рулевое устройство. Осадка корабля увеличилась на 5 метров, и палуба до четвёртой башни скрылась в волнах.

При попытке дать полный ход было обнаружено, что один вал вращается с недопустимым биением, а другой пошёл вразнос. В результате атаки крейсер получил три пробоины ниже ватерлинии. В экипаже 2 человека были ранены, 13 получили ушибы и отравление продуктами горения. При обратном рейсе в Новороссийск корабль пыталась добить немецкая авиация, но усилиями зенитчиков крейсера и пришедшего ему на помощь эсминца «Способный» атаки были отражены без новых повреждений. На ходу силами экипажа начался ремонт наиболее опасных повреждений, удалось остановить поступление забортной воды, выровнять крен и осушить часть затопленных помещений. Крейсер без захода в Новороссийск был направлен в Туапсе, куда прибыл утром 5 января. 28-30 января крейсер на буксирах был переведён в Поти, где 26 марта встал в док на капитальный ремонт (до 17 августа 1942).
3 апреля 1942 приказом нарком ВМФ СССР Н. Г. Кузнецова крейсеру присвоено звание гвардейского корабля.

#### Дальнейшая служба

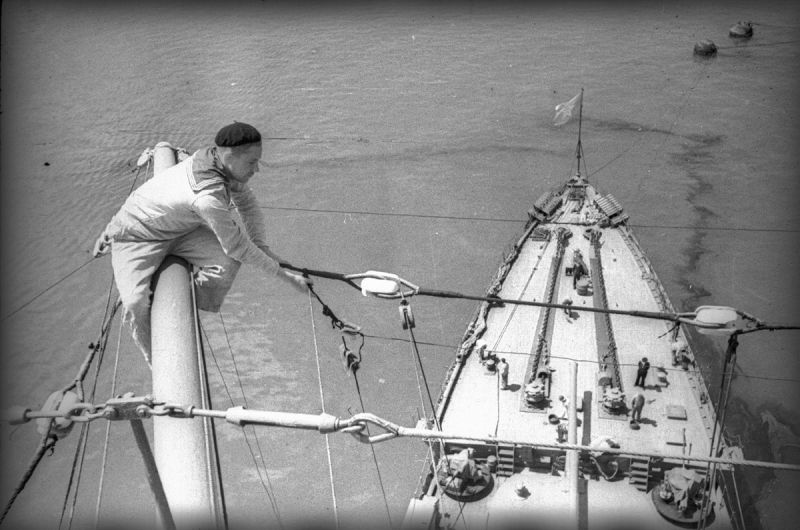
Гвардии старший матрос Б. В. Чистяков работает на фок-мачте крейсера «Красный Кавказ», Севастополь, май 1944, фото Е. А. Халдей

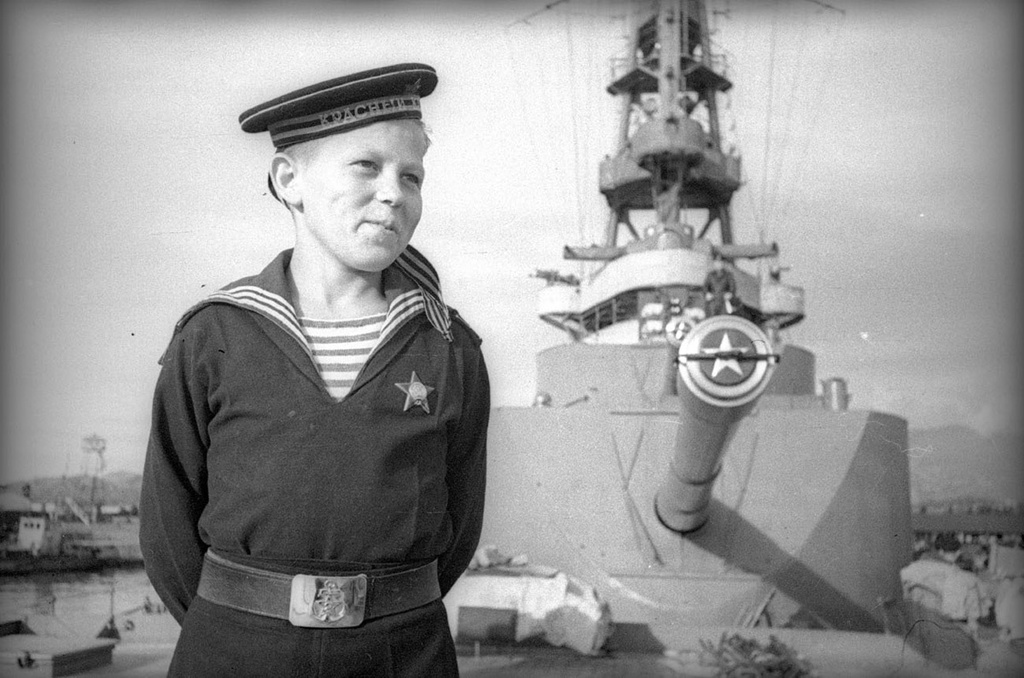
Юнга из экипажа крейсера «Красный Кавказ» Борис Кулешин. Севастополь, май 1944, фото Е. А. Халдей

17 августа вышел на ходовые испытания после ремонта. 16 сентября 1942 года при переходе из Поти в Туапсе на борту, кроме экипажа в 878 человек, находилось 4340 военнослужащих 408-й стрелковой дивизии. Вскоре ещё раз привлекался к срочной перевозке войск в ходе битвы за Кавказ (доставлено 4 700 солдат и офицеров с личным вооружением). 22 октября при швартовочных манёврах в Туапсе подвергся безрезультатной атаке торпедного катера. 4-9 февраля 1943 года обеспечивал высадку десанта у пос. Южная Озерейка, а затем у пос. Станичка. С большими потерями десанту удалось захватить плацдарм около 7 км по фронту и 3 км в глубину, выйдя к окраинам Новороссийска.
4 июля выполнил последний боевой поход к Таманскому полуострову.
Всего за период с 1941—1943 год крейсер совершил 64 боевых похода, обстрелял 13 батарей противника, вероятно уничтожил 2 танка и 3 самолета, подверг бомбардировке свыше 5 батальонов вражеской пехоты. Перевез более 25 000 человек. Отразил около 200 воздушных атак.
С осени 1944 по май 1945 года находился в плановом ремонте.
24 июня 1945 года в 11.20 знаменосцем батальона Черноморского флота (из состава сводного полка Северного, Балтийского и Черноморского флота, Дунайской и Днепровской флотилии), флаг крейсера «Красный Кавказ» был пронесён перед мавзолеем Ленина на параде Победы в Москве.

### Послевоенная служба
12 мая 1947 года устаревший лёгкий крейсер переведён в категорию «учебный корабль».
С июня 1951 года учебный корабль «Красный Кавказ» служил в качестве условной мишени при испытаниях, по программе телеориентирования в радиолуче, самолётов «К» — пилотируемых аналогов крылатого снаряда «КС-1». Корабль ходил переменными курсами на удалении около 100 км от Феодосии.
С весны 1952 года — корабль-мишень. На нём проводилась проверка действий штатного беспилотного, но без боевого заряда, варианта исполнения крылатой ракеты «Комета». При попадании в борт ракета пробивала корабль насквозь, оставляя три аккуратных относительно небольших входных отверстия — одно от фюзеляжа и два от грузов на консолях крыльев и одно «выломанное» большое, площадью около 10 м², выходное отверстие. После каждого попадания «Красный Кавказ» демонстрировал удовлетворительную живучесть, продолжая оставаться на плаву и двигаться по заданной циркуляции. 21 ноября 1952 года, при завершении испытаний ракетного комплекса «Комета» («КС-1» на «Ту-4К»), испытываемую крылатую ракету оснастили боевой частью. Крейсер «Красный Кавказ» вывели в море ходом 18 узлов (33,3 км/ч), экипаж с него сняли. В результате попадания ракеты движущийся корабль разломился на две части, которые затонули менее чем за 3 минуты. Предполагаемое место гибели корабля: в 15 милях к югу от мыса Чауда, район Феодосийского залива.
В 1955 году Гвардейский учебный корабль «Красный Кавказ», был исключён из списков корабельного состава ВМФ СССР. Название «Красный Кавказ» было передано большому противолодочному кораблю (БПК).

## Командиры
- 15.11.1926 — хх.05.1932 — Карл Генрихович Мейер
- хх.06.1932 — хх.08.1937 — Николай Филиппович Заяц
- хх.08.1939 — хх.10.1939 — Юрий Константинович Зиновьев
- 17.09.1940 — 01.11.1942 — Алексей Матвеевич Гущин (капитан 2-го ранга)
- хх.хх.1942 — хх.10.1945 — Василий Николаевич Ерошенко (капитан 2-го ранга, бывший командир лидера «Ташкент»).
- хх.10.1945 — хх.06.1946 — Древницкий, Василий Мартынович снят за плохую работу[19]
- хх.06.1946 — хх.хх.1947 — Василий Николаевич Ерошенко
- хх.хх.1947 — хх.хх.1949 — Пётр Васильевич Уваров

## Память
- Почта СССР выпустила в 1973 году марку и карточку для картмаксимума, посвящённые крейсеру.
- Якорь крейсера «Красный Кавказ» с фрагментом якорной цепи, расклёпанной при отходе после высадки десанта во время Керченско-Феодосийской операции, после Великой Отечественной войны был поднят со дна моря и установлен 9 мая 1975 года в Феодосии на постамент на улице Горького в качестве памятника[20].
- 30 июля 1983 года в день празднования двухсотлетия Черноморского флота в центре акватории Феодосийского залива был установлен памятный знак, посвящённый морякам гвардейских крейсеров «Красный Крым» и «Красный Кавказ», погибшим при высадке десанта в Феодосии и захороненным в море. Памятный знак выполнен в виде бакена с табличкой, на которой изложена информация о данном событии.

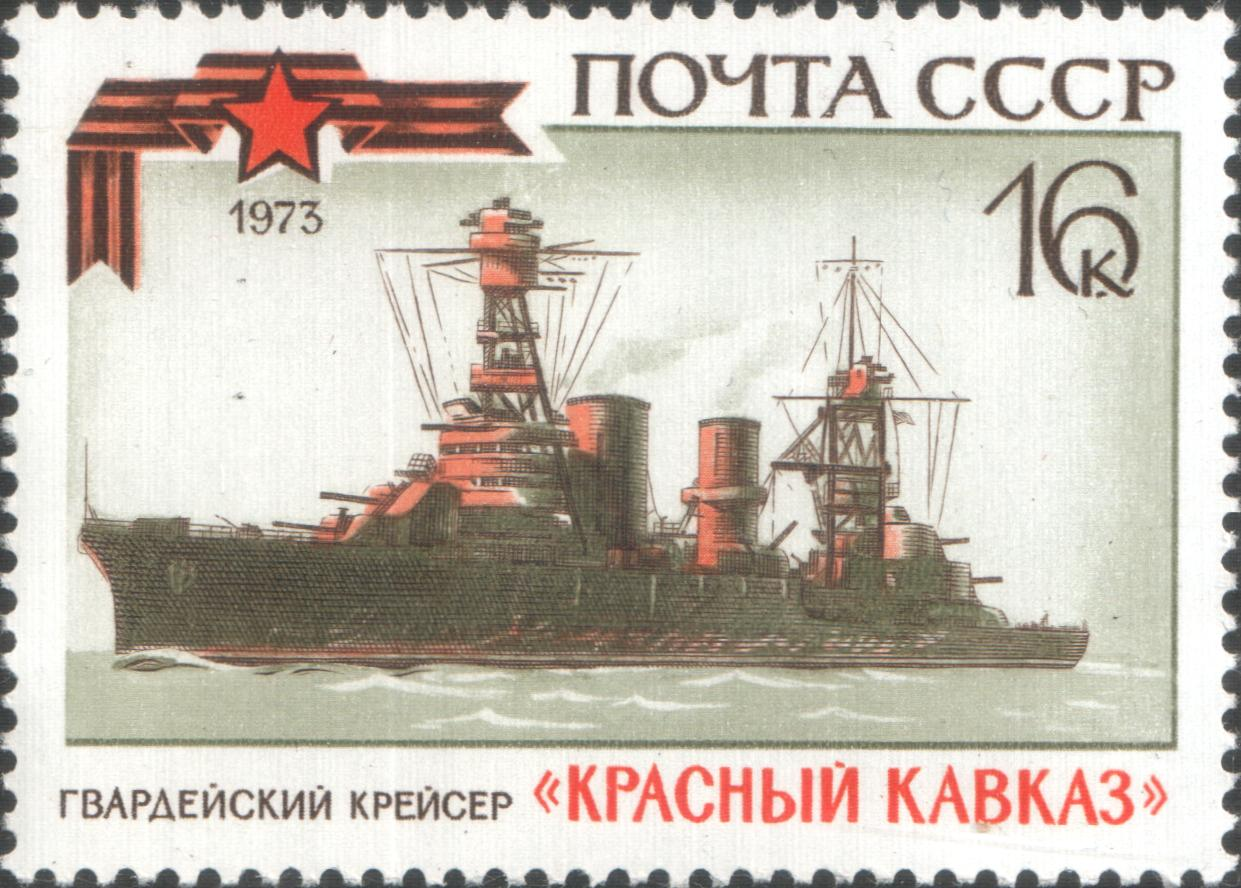
Марка СССР (1973): крейсер «Красный Кавказ». Художники — отец и сыновья Завьяловы  (ЦФА [АО «Марка»] № 4280)
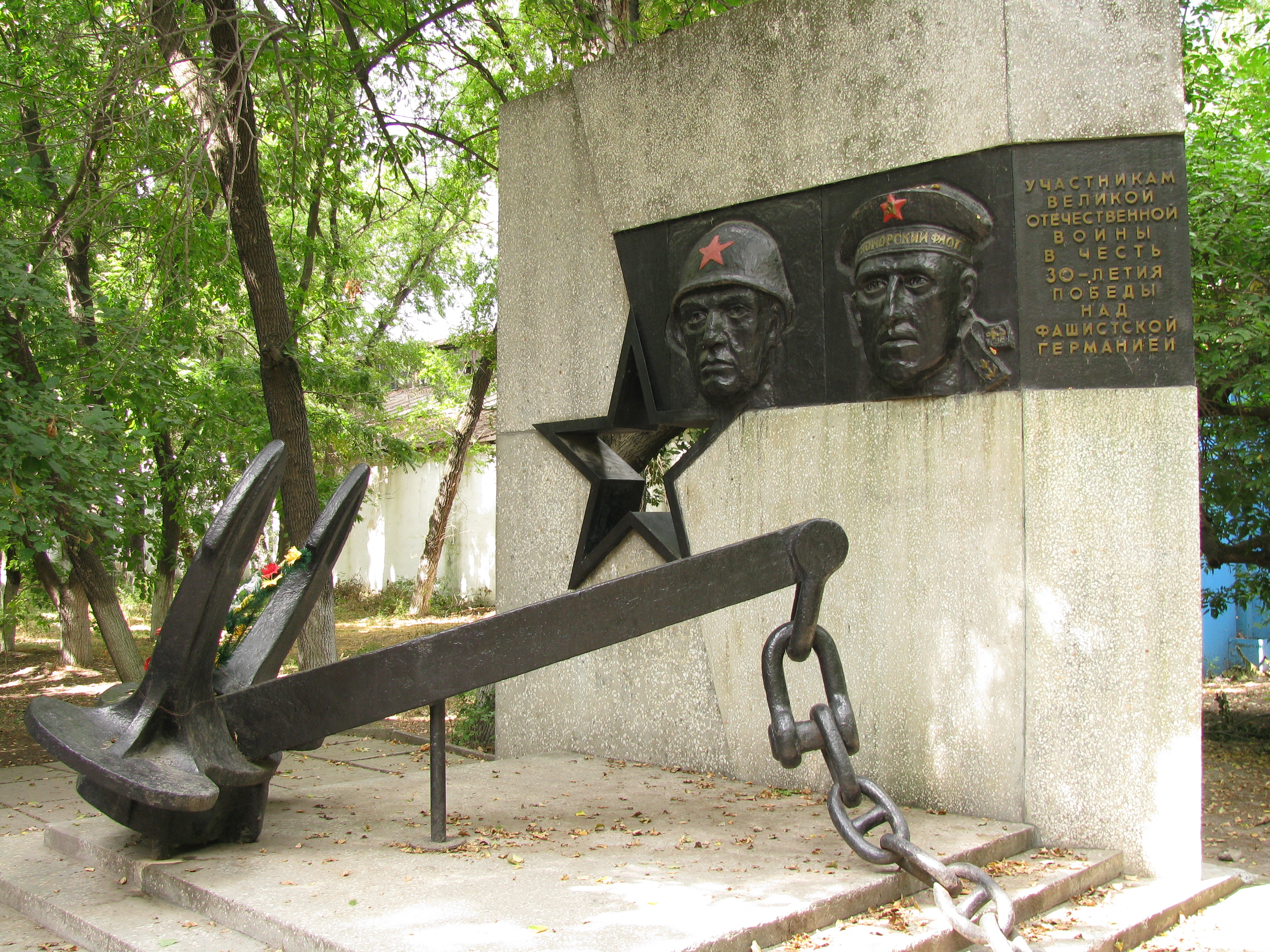
Памятный знак в Феодосии в честь 30-летия Победы над фашистской Германией
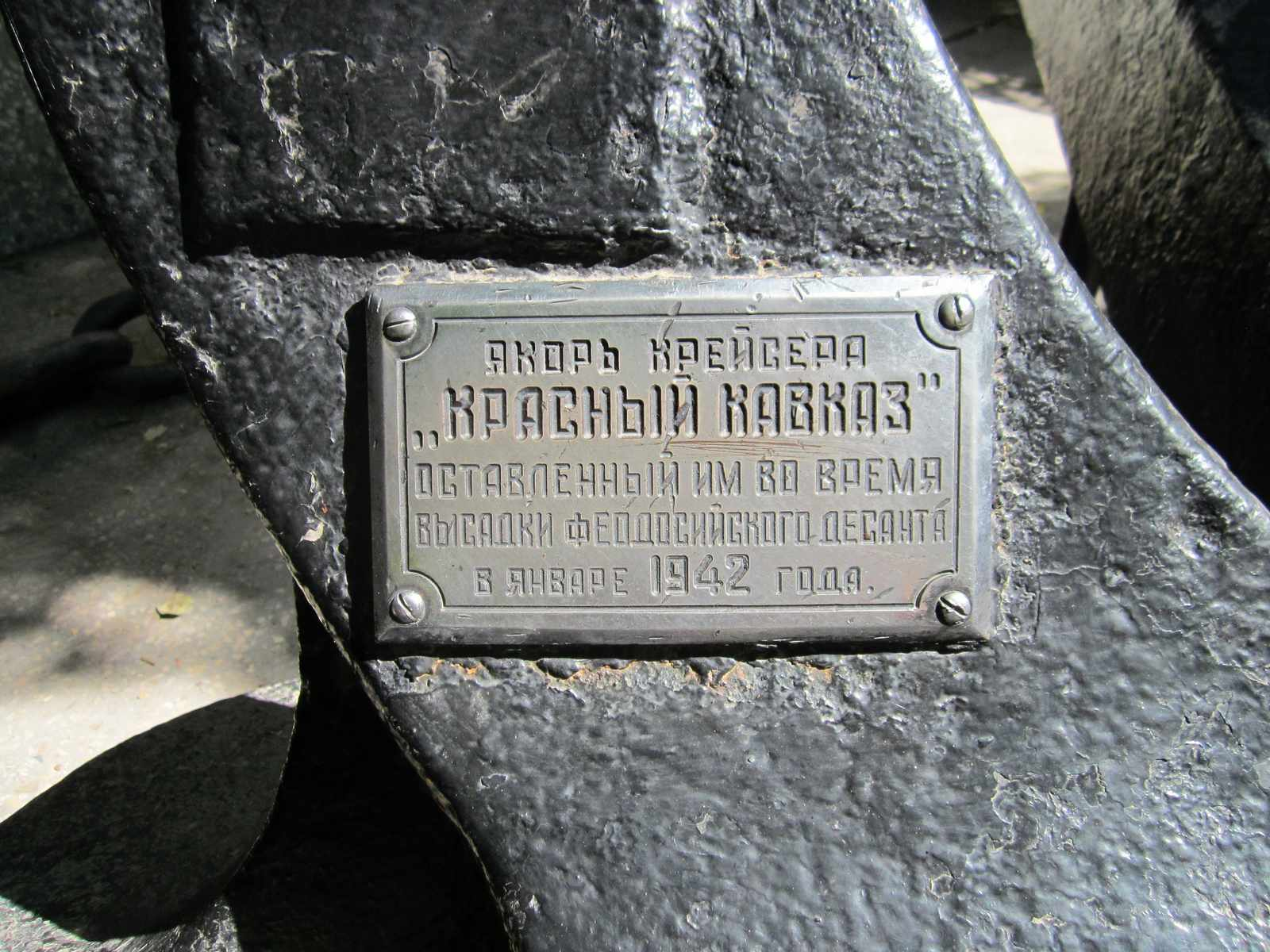
Табличка на памятном знаке в Феодосии
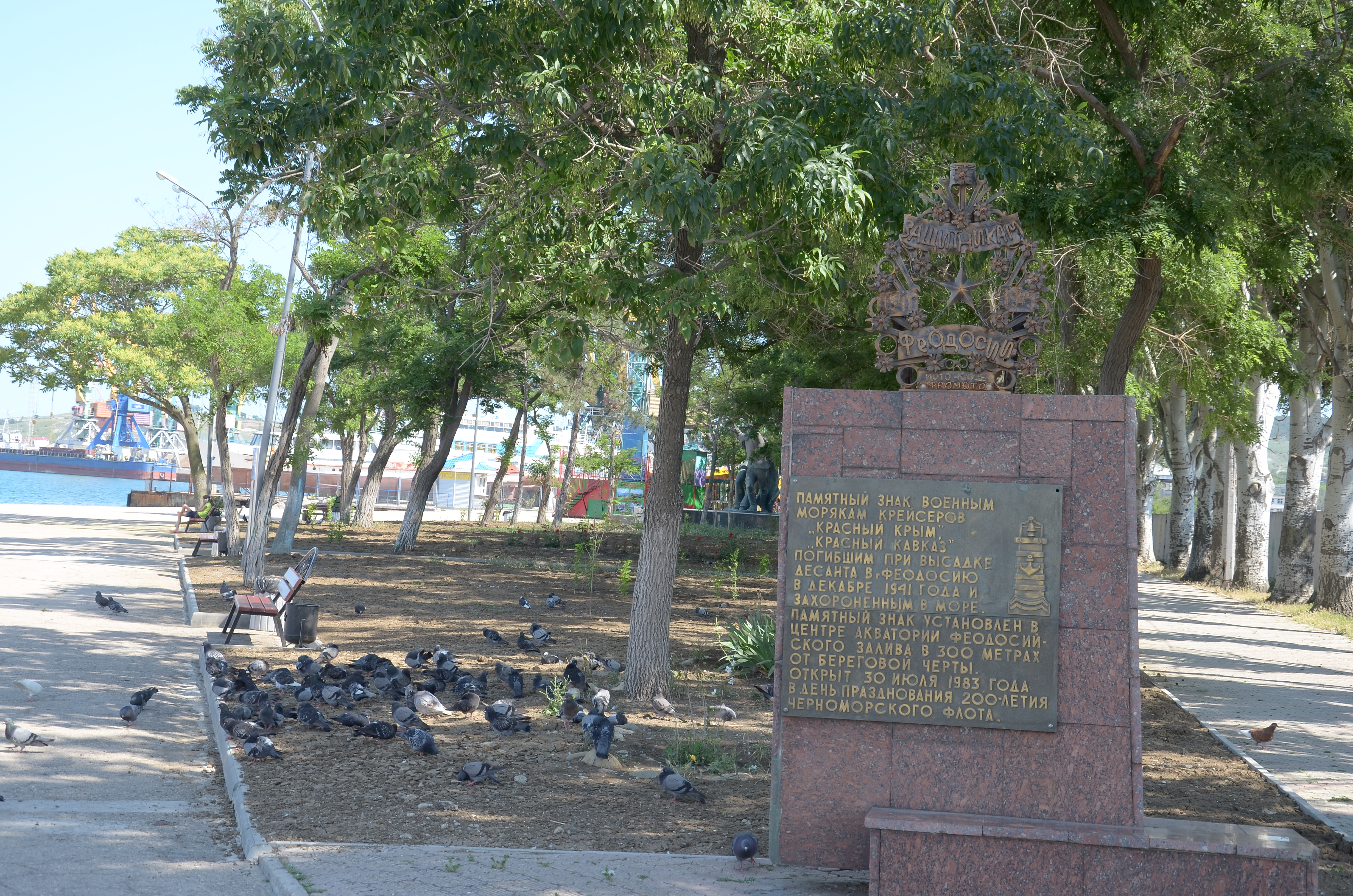
Памятный знак погибшим во время десанта в Феодосийском порту морякам крейсера
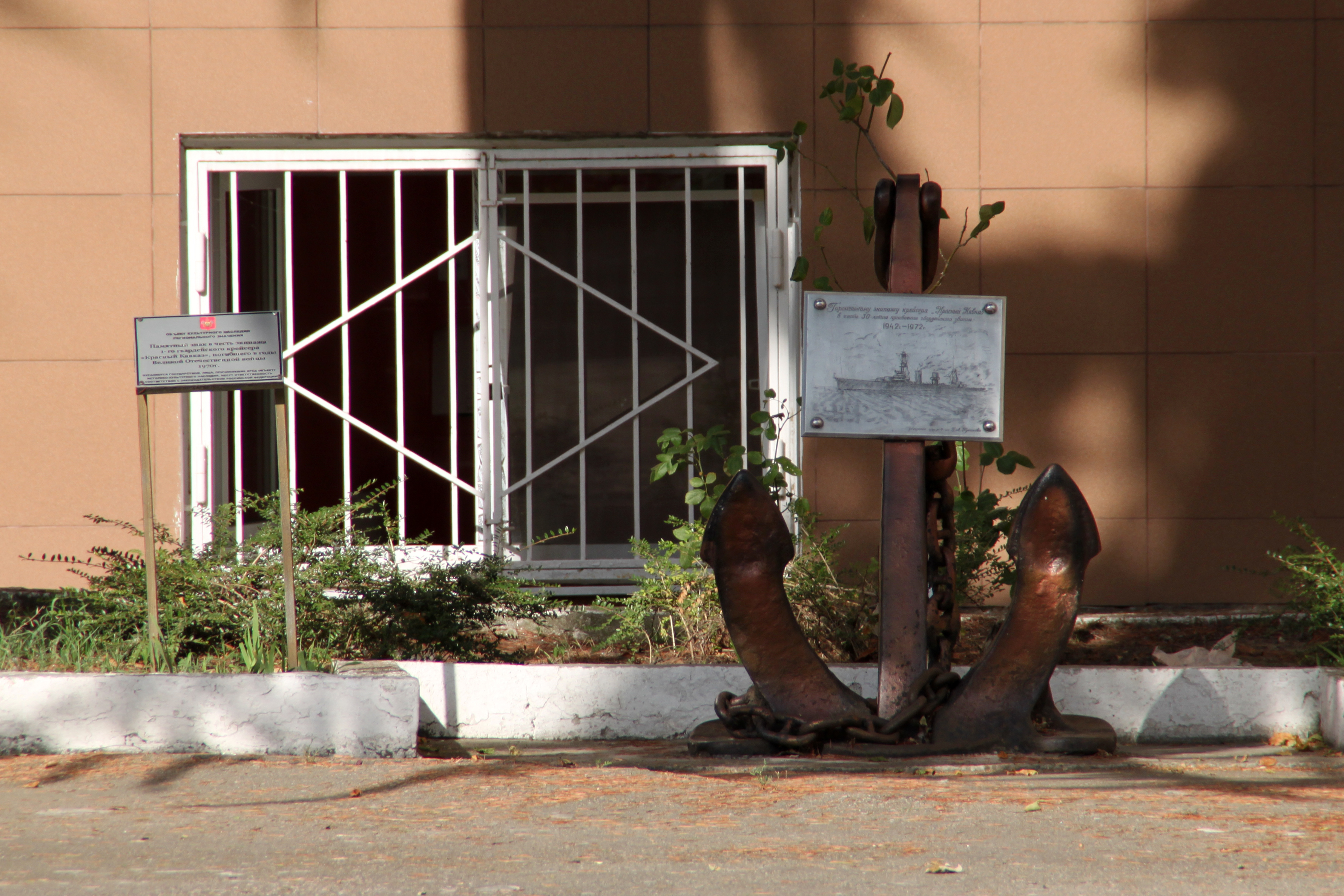
Памятный знак в честь экипажа крейсера «Красный Кавказ», Средняя школа № 6, Туапсе